# Червоный Степок
Червоный Степок (укр. Червоний Степок) — село на Украине, основано в 1924 году, находится в Житомирском районе Житомирской области.
Код КОАТУУ — 1822085004. Население по переписи 2001 года составляет 69 человек. Почтовый индекс — 12453. Телефонный код — 412. Занимает площадь 0,269 км².

## Адрес местного совета
12453, Житомирская область, Житомирский р-н, с.Миролюбовка, ул.Петровского, 1б